# Liste der Kulturdenkmale in Sitten (Leisnig)
In der Liste der Kulturdenkmale in Sitten sind die Kulturdenkmale des Leisniger Ortsteils Sitten verzeichnet, die bis Mai 2023 vom Landesamt für Denkmalpflege Sachsen erfasst wurden (ohne archäologische Kulturdenkmale). Die Anmerkungen sind zu beachten.
Diese Aufzählung ist eine Teilmenge der Liste der Kulturdenkmale in Leisnig.

## Sitten
| Bild                                    | Bezeichnung | Lage                  | Datierung | Beschreibung | ID       |
| --------------------------------------- | --- | --------------------- | --- | --- | -------- |
| Direkt Bild zu diesem Denkmal hochladen | Brücke über den Polkenbach                                                                                           | Sitten (Karte)        | Bezeichnet mit 1700 | Sehr gut erhaltene Bruchstein-Bogenbrücke, verkehrs- und ortsgeschichtliches Zeugnis. Schmale Fußgänger-Bogenbrücke mit zwei erhaltenen Wangen, Schlussstein mit Datierung. Ursprüngliche Straßenbrücke, laut Inschrift 1700 erbaut. Einjochige Bruchsteinbogenbrücke mit erhaltenen Brückenwangen. Spannweite ca. 12,50 m, lichte Breite 3,47 m sowie Fahrbahnbreite zwischen den Brückenwangen 3,72 m. Nur sehr selten blieben historische Straßenbrücken aus dem ausgehenden 17. und beginnenden 18. Jahrhundert erhalten. In diesem Fall wurde die Straße leicht verlegt, so dass der Erhalt dieser bemerkenswerten Brücke möglich wurde. Die Brücke wurde 2011 denkmalgerecht saniert. Durch ihre Authentizität kommt diesem Bauwerk eine große verkehrs- und ortsgeschichtliche Bedeutung zu. | 09208404 |
|                                         | Brücke | Sitten (Karte)        | 19. Jahrhundert | Spitzbogige Bruchsteinbrücke, verkehrsgeschichtliches Zeugnis. Einjochige Steinbogenbrücke über den Polkenbach, 19. Jahrhundert, vermutlich mehrfach saniert. Trotz gewisser baulicher Veränderungen in Folge der Anpassung an neue Lasten und einer vermutlichen Verbreiterung dokumentiert diese Steinbogenbrücke den Verlauf der alten Straßen und den ländlichen Brückenbau des 19. Jahrhunderts eindrucksvoll, woraus sich der orts- und verkehrsgeschichtliche Wert des Bauwerks ableitet. | 09208101 |
| Weitere Bilder                          | Kirche mit Ausstattung, Kirchhof, Einfriedung, Grufshaus, Grabmale und Kriegerdenkmal (Erster und Zweiter Weltkrieg) | Sitten (Karte)        | 15. Jahrhundert (Kirche); 2. Hälfte 16. Jahrhundert (Kanzel); 1669 (Einzelfigur); um 1910 (Erbbegräbnis Fam. Kitzing Clennen); um 1920 (Grufthaus) | Von ortsgeschichtlicher Bedeutung, ortsbildprägend. - Kirche: Einschiffiger Kirchenbau des 15. Jahrhunderts, Veränderungen und Wiederherstellungen 1730–1734 und 1820, Restaurierung 1939. Verputzter Bruchsteinbau mit eingezogenem, gerade geschlossenem Chor und zwei Spitzbogenfenstern an der Ostseite, hoher schlanker Dachreiter mit Spitzhelm, Kreuzrippengewölbe, doppelte Empore im Innern, Chor mit Sterngewölbe, Spitzbogenportal mit Verstabungen zur Sakristei, schlichte Sandstein-Kanzel, beachtenswerte Schnitzfigur des Ecce homo von Valentin Otte, aus dem ehemaligen Altar von 1669. Im Inneren mehrere alte Gräber. - Auf dem Kirchhof mehrere Grabdenkmale: - Erbbegräbnis: Grufthaus der Familie Naumann, Rittergutsbesitzer auf Sitten und Mutzschen aus Polygonal-Porphyrstein mit Dreiecksgiebel (für Magarete Naumann geb. Müller 1854–1917 und Heinrich Emil Naumann 1848–1916) - Familie Kitzing, Clennen (1908) - Familie Winkler, Clennen (1917) - Grabmal für Wilhelmine von Kracht (verst. 1801–1847), Steinsarkophag - Grabmal für Maria Amalia verw. von Kracht geb. von Stammen (1768–1843), Sandstein - Grabmal für Hennig Adolph Ludwig von Stammen aus dem Hause Camitz, Gerichtsherr auf Camitz (1770–1823) - Kriegerdenkmal für beide Weltkriege: Steinsockel getreppt, Steinstele mit Inschrift, Stahlhelm als Bekrönung Der Denkmalwert von Kirche sowie Kriegerdenkmal und Grabmälern ergibt sich aus der ortsgeschichtlichen bzw. künstlerischen sowie ortsbildprägenden Bedeutung. | 09208096 |
| Direkt Bild zu diesem Denkmal hochladen | Häuslerhaus | Sitten 31 (Karte)     | Mitte 19. Jahrhundert | Zeittypisches Häusleranwesen in gutem Originalzustand. Giebelständig zur Dorfstraße stehendes kleines Häusleranwesen. Zeittypischer Fachwerkbau mit massivem Erdgeschoss aus dem 19. Jahrhundert. Giebelseite Obergeschoss und Giebel in Fachwerk (verkleidet), Satteldach (neu gedeckt). Durch seine typische Ausprägung und seinen guten Originalzustand von baugeschichtlichem Wert. | 09208097 |
| Direkt Bild zu diesem Denkmal hochladen | Wirtschaftsgebäude und Einfassungsmauer des ehemaligen zum Rittergut gehörenden Wirtschaftshofes                     | Sitten 47, 48 (Karte) | 19. Jahrhundert | Bemerkenswerter Putzbau mit außergewöhnlich prächtiger, mehrbogiger Kumthalle, von ortsgeschichtlicher Bedeutung, da zur Anlage des Rittergutes gehörig, Reste der alten Umfassungsmauer des Rittergutbereiches, aus Bruchsteinen. Aus Bruchsteinen errichtet, Satteldach, Teil des Gebäudes stark überformt. Gegenüber dem ehemaligen Herrenhaus stehendes Wirtschaftsgebäude aus dem 18. Jahrhundert. Eingeschossig mit Drempel, verputzter Massivbau mit flachgeneigtem Satteldach. Bemerkenswert mehrbogige Kumthalle, teils zugesetzt. Hinter dem Gebäude Rest der Einfriedungsmauer. Das Gebäude sowie die Einfassungsmauer sind letzte original erhaltene Bestandteile des zum Rittergut gehörenden Wirtschaftshofes, woraus sich die regionalgeschichtliche Bedeutung ableitet. Zugleich dokumentiert das gut erhaltene Wirtschaftsgebäude ländliches Bauhandwerk des 18. Jahrhunderts, so dass sich dessen Denkmalwert auch vom baugeschichtlichen Wert ableitet. | 09208098 |
| Weitere Bilder                          | Herrenhaus des Rittergutes mit Resten der Schlossmauer                                                               | Sitten 49 (Karte)     | 1550 Errichtung der Burg | Von großer orts- und baugeschichtlicher Bedeutung, Reste der Schlossmauer. Dreigeschossige Dreiseitanlage, originale Porphyrgewände vermutlich aus der Renaissancezeit, Rundbogenportal mit Porphyrgewände, 1213 als Herrensitz erwähnt, 1550 Errichtung der Burg, die heutige Form durch Umbau von 1729 bestimmt, an der Südseite rundbogiges Sitznischenportal, im ersten Obergeschoss Raum mit Stuckdecke von 1729. Der 1213 genannte Herrensitz war ursprünglich eine mittelalterliche Wasserburg. An gleicher Stelle entstand das wohl 1558 durch Hans von Kötteritz begonnene Schloss. Der Bau wird in seinen heutigen Formen durch einen Umbau von 1729 bestimmt. Er besteht aus drei Flügeln, die sich um einen engen Innenhof gruppieren. Die schmucklosen Fassaden zeigen Fenster mit charakteristischen Renaissancegewänden, an der Südseite befindet sich ein Sitznischenportal in den Formen der späten Renaissance. Trotz baulicher Vereinfachungen ist die Wirkung des Schlosses beeindruckend. Die früher vorhandenen Wassergräben sind verfüllt. Später zeitweise Nutzung als Brennerei. Der Denkmalwert ergibt sich aus der großen orts- sowie baugeschichtlichen Bedeutung. | 09208100 |

## Tabellenlegende
- Bild: Bild des Kulturdenkmals, ggf. zusätzlich mit einem Link zu weiteren Fotos des Kulturdenkmals im Medienarchiv Wikimedia Commons. Wenn man auf das Kamerasymbol klickt, können Fotos zu Kulturdenkmalen aus dieser Liste hochgeladen werden:
- Bezeichnung: Denkmalgeschützte Objekte und ggf. Bauwerksname des Kulturdenkmals
- Lage: Straßenname und Hausnummer oder Flurstücknummer des Kulturdenkmals. Die Grundsortierung der Liste erfolgt nach dieser Adresse. Der Link (Karte) führt zu verschiedenen Kartendiensten mit der Position des Kulturdenkmals. Fehlt dieser Link, wurden die Koordinaten noch nicht eingetragen. Sind diese bekannt, können sie über ein Tool mit einer Kartenansicht einfach nachgetragen werden. In dieser Kartenansicht sind Kulturdenkmale ohne Koordinaten mit einem roten bzw. orangen Marker dargestellt und können durch Verschieben auf die richtige Position in der Karte mit Koordinaten versehen werden. Kulturdenkmale ohne Bild sind an einem blauen bzw. roten Marker erkennbar.
- Datierung: Baubeginn, Fertigstellung, Datum der Erstnennung oder grobe zeitliche Einordnung entsprechend des Eintrags in der sächsischen Denkmaldatenbank
- Beschreibung: Kurzcharakteristik des Kulturdenkmals entsprechend des Eintrags in der sächsischen Denkmaldatenbank, ggf. ergänzt durch die dort nur selten veröffentlichten Erfassungstexte oder zusätzliche Informationen
- ID: Vom Landesamt für Denkmalpflege Sachsen vergebene, das Kulturdenkmal eindeutig identifizierende Objekt-Nummer. Der Link führt zum PDF-Denkmaldokument des Landesamtes für Denkmalpflege Sachsen. Bei ehemaligen Kulturdenkmalen können die Objektnummern unbekannt sein und deshalb fehlen bzw. die Links von aus der Datenbank entfernten Objektnummern ins Leere führen. Ein ggf. vorhandenes Icon  führt zu den Angaben des Kulturdenkmals bei Wikidata.